# Електронний уряд
Електро́нний у́ряд (англ. e-Government) — це модель державного управління, яка заснована на використанні сучасних інформаційних та комунікаційних технологій з метою підвищення ефективності та прозорості влади, а також встановлення суспільного контролю над нею. Є однією із базових складових електронного урядування.

## Основні напрямки
Електронне урядування — це модель управління, у якій всю сукупність внутрішніх і зовнішніх зв'язків та процесів підтримують і забезпечують відповідні інформаційно-комп'ютерні технології. Іншими словами, необхідною умовою переходу до електронного урядування є широка інформатизація як внутрішніх, так і зовнішніх процесів у звичайній діяльності міністерств, відомств, місцевих органів виконавчої влади, органів місцевого самоврядування.
Інформаційна система «Е-уряд» — це система збирання, введення, відшуковування, обробляння, збереження та виведення на вимогу користувача згідно з визначеними критеріями інформаційних ресурсів, яка покликана забезпечити надання органами влади послуг фізичним та юридичним особам, а також їх інформування про діяльність органів влади.

## Історія
«Піонерами» в цій сфері прийнято вважати західні демократії. Ця обставина має глибокі історичні корені. У західному суспільстві ще з феодальних часів суспільні відносини між людьми традиційно оформлялися у формі контрактів — писаних документів. Європа наслідувала римські традиції писаного права та строгого визначення процедур — будь-які зміни в правовій системі фіксувалися на папері з усіма реквізитами: печатками та підписами.
Тому й сьогодні для більшості європейців зміни в житті — це строго регламентовані та письмово зафіксовані зміни-процедури. З такого підходу логічно виникає ідея автоматизованого керування суспільством за допомогою чітко прописаних і стандартизованих процедур — ідея «електронного урядування».
Саме поняття «електронного уряду» на Заході з'явилося на початку 90-х років, реалізовуватися ж практично воно почало тільки наприкінці 90-х. Однак, першим у світі ідею урядового порталу реалізував Сінгапур. Портал не тільки надає інформацію про державні органи, але й дозволяє вчиняти деякі дії, для яких раніше населення було змушене відвідувати державні установи. Сервер підтримує кілька розділів: бізнес, оборона, освіта, зайнятість, охорона здоров'я, житло, правопорядок тощо. У розділі «Сім'я» можна одружитися, у розділі «Правопорядок» — можна відправити в поліцію повідомлення про певну подію. Кожна державна установа підтримує свій сектор.
Законодавча система США пішла далі всіх у процедурному підході до фіксації змін у житті суспільства, тому не дивно, що саме ця держава стала однією з перших у розробці систем електронного уряду.
Ще в лютому 1997 року американська адміністрація виступила з ініціативою «Удосконалення урядової діяльності через нові технології», а в 2000 році стартував проєкт FirstGov, що об'єднав близько 20 000 сайтів державних органів різних рівнів. Проєкт здійснювався в кілька етапів: до 2002 року проводилися нескладні операції (наприклад, оформлення водійських ліцензій, заповнення деяких електронних документів), з 2002 по 2005 рік — створювався єдиний сайт електронного уряду, що дозволив американцям спілкуватися в Інтернеті як із представниками федерального уряду, так і з органами врядування штатів і міст.
У Європі лідером є Велика Британія — з 2000 року реалізується програма «E-citizen, e-business, e-government» («Електронний громадянин, електронний бізнес, електронний уряд») у рамках проєкту «Стратегічної структури для обслуговування суспільства в інформаційному столітті». Програма передбачає розвиток і використання всіх електронних видів державних послуг — вони можуть надаватися через Інтернет, мобільний зв'язок, цифрове телебачення, центри обслуговування викликів (кол-центри). Громадяни можуть одержувати в Інтернеті довідки і документи, подавати скарги і заяви, заповнювати податкові декларації, отримувати реакцію на свої запити в режимі онлайн.

## В Україні
Головним державним органом України з питань електронного урядування є Міністерство цифрової трансформації України.

## Рівні реалізації
Виділяють такі рівні реалізації моделі Електронного уряду:

### «Уряд— громадянам»
(Government 2 Citizens, G2C; організація зворотного зв'язку з громадянами)

З введенням систем G2C громадяни зможуть набагато менше стояти в чергах за типовою інформацією, довідками і формами. Бюджет заощаджує при цьому значні ресурси на адміністрування типових процедур, а громадяни — час і свої гроші.

### «Уряд— службовцям»
(government to employees, G2E, відносини уряду з чиновниками або службовцями)
Автоматизація процесів співпраці урядової системи з службовцями, чиновниками, консультантами на місцях. При детальному розгляді та опрацюванні завдань, функцій деяких служб на місці можна розробити необхідний функціонал на рівнях G2B, G2C та повністю виключити G2E з моделі Електронного уряду.

### «Уряд— бізнесу»
(Government 2 Business, G2B; відносини державних органів і бізнесу)

Це автоматизація податкових виплат, проведення електронних тендерів на постачання продукції тощо. До прикладу, уряд Швеції вже пересвідчився, що при переході на електронну систему закупівель економія коштів становить 50 %. Система виявилася настільки ефективною, що державними установами Швеції проводиться близько 95 % закупівель через електронні канали.

### «Уряд— уряду»
(Government 2 Government, G2G; автоматизація відносин і документообігу між відомствами)

G2G — частина об'єднаної інформаційної системи, що забезпечує виконання таких задач:
- керування роботою державного апарату;
- координація діяльності регіональних управлінь і територіальних підрозділів;
- ведення внутрішнього діловодства.

## Завдання

### Основні завдання електронного уряду
- Налагодження інформаційних комунікацій між органами влади, створення централізованих баз даних з технологіями розподіленої обробки даних для забезпечення електронного документообігу в усіх органах влади;
- Забезпечення надання органами влади фізичним та юридичним особам послуг електронними засобами у доступній та зручній формі, без часових та просторових обмежень;
- Сприяння розвитку електронного ринку товарів і послуг для забезпечення державних замовлень, організації тендерів, ефективності управління виробництвом та реалізацією товарів і послуг з метою підвищення конкурентоспроможності вітчизняних виробників на міжнародному ринку;
- Впровадження електронної демократії як форми забезпечення прозорості, довіри у відносинах між державою і громадянами, бізнесом, ГО; відкритості публічної адміністрації для громадського контролю;
- Підвищення якості життя громадян через удосконалення надання соціальних послуг, системи охорони здоров'я, забезпечення гарантій правової, екологічної й особистої безпеки, розширення можливостей для освіти;
- Впровадження системи електронного судочинства;
- Впровадження системи електронного голосування.

### Переваги та можливості електронного уряду
- Актуальність, доступність та упорядкованість даних у єдиній системі;
- Прозорість та відкритість публічної адміністрації;
- Підвищення ефективності публічної адміністрації;
- Підвищення якості надання адміністративних та соціальних послуг;
- Економія матеріальних і часових ресурсів;
- Оптимізація корпоративного управління;
- Зменшення корупції в органах влади;
- Забезпечення умов для наукового розвитку;
- Забезпечення умов для економічного розвитку;
- Забезпечення умов для розвитку електронної демократії.

Інакше кажучи:
1. Єдина відкрита платформа для всіх процесів у державі — це відсутність бюрократії та корупції у комунікаціях між міністерствами, відомствами, службами, установами, відділами.
2. Відкрита система обігу державних коштів — це прозорий бюджет держави, можливість громадянам вільно працювати і розвивати свою справу через online базу підприємств, тендери, закупівлі, біржі, банкінг.
3. Відкриті і постійно доступні державні міністерства, відомства, служби, установи, відділи, реалізовані завдяки доступу через інтернет з дому, роботи, або з боксів-автоматів на вулиці — це економія грошей і часу платників податків на отриманні та оформленні «документів».
4. Єдиний електронний захищений ID «документ» громадянина — це Паспорт + Ідентифікаційний код + Закордонний паспорт + Візи + Дипломи, Патенти, Сертифікати, Грамоти, Нагороди + Водійські права + Медична карта + Трудова книжка (Спеціальність, Розряд, Стаж, Компанії, Проєкти) + Доступ до банківського рахунку (декілька ступенів захисту) + Посвідчення власника, учасника, пенсіонера, автора, чиновника та ін.
5. Єдина відкрита і постійно доступна судова система — це можливість громадянам за наявними фактами та документами вирішувати між собою, своїм керівництвом та державою суперечливі питання, клопотання та скарги, відстоювати свої права без бюрократії та корупції.
6. Єдина відкрита виборча система голосування — це прозорі вибори.
7. Актуальна відкрита сертифікована постійно доступна освіта під потреби сфер виробництва та послуг — це джерело розвитку, зайнятості, а також забезпеченості держави та населення.
8. Сучасні методології управління проєктами на державному рівні — це впровадження та можливість відстеження результатів, внесення змін і пропозицій.

## Принципи побудови

### Основні принципи побудови електронного уряду
- Надання послуг у будь-який момент часу (електронний уряд працює 24 години на добу);
- Максимальна простота і прозорість (обслуговує звичайних громадян, а не тільки фахівців);
- Єдині технічні стандарти і взаємна сумісність (електронні додатки повинні відповідати принципам єдиної архітектури систем ідентифікації, безпеки, дизайну);
- Забезпечення конфіденційності і виконання правил інформаційної безпеки;
- Беззастережна орієнтація на думку громадян при реалізації нововведень.;

### Технологічні принципи для створення електронного уряду
- Принцип упорядкованості (системності) — передбачає встановлення між структурними елементами інформаційної системи зв'язків, які забезпечують цілісність функціонування публічної адміністрації;
- Принцип розвитку (відкритості) — враховує можливість поповнення і оновлення функцій та складу інформаційної системи «Електронний уряд» без порушення її функціонування;
- Принцип сумісності (універсальності) — означає, що при створенні системи мають бути реалізовані інформаційні інтерфейси, завдяки яким вона може взаємодіяти з іншими системами згідно з установленими правилами (наприклад, з аналогічними системами інших країн);
- Принцип стандартизації — забезпечує стандартизацію інформаційної системи та її складових для мінімізації всіх видів витрат, уніфікації прийомів, методів та інструкцій, якими керується користувач при роботі з системою;
- Принцип ефективності — означає раціональне співвідношення між витратами на створення інформаційної системи Електронний уряд і цільовими ефектами, досягнутими завдяки її функціонуванню, причому вони можуть мати не тільки грошову форму, а й форму економії часу, підвищення якості та зручності адміністративних послуг;
- Принцип нових завдань;
- Принцип безпеки даних;
- Принцип єдиної інформаційної бази — вимагає застосування єдиної системи класифікації та кодування одних і тих самих структурних одиниць державних інформаційних ресурсів;
- Принцип продуктивності системи — випливає із значної нерівномірності надходження потоків інформації, яку слід обробляти в певні проміжки часу, і жорстких вимог до термінів її оброблення;
- Принцип пристосування (адаптації) — означає придатність інформаційної системи до модифікації та розширення.

## Етапи розвитку
Виділяють 5 основних етапів розвитку системи Електронного уряду:
На першому етапі створюються вебресурси різних міністерств і відомств, що містять інформацію про їхню місію і напрямки діяльності. Сайти державних органів, як правило, не підтримуються централізовано і не об'єднуються в єдиний портал.
На другому етапі з'являються перші елементи інтерактивності (наприклад, відправлення питань і одержання відповідей громадян за допомогою електронної пошти). Постійно публікуються новини про діяльність державних органів влади.
Третій етап характеризує поява повноцінної інтерактивності — можливості здійснювати операції (сервіси) в режимі онлайн (наприклад, сплатити штраф, замовити паспорт, продовжити дію деяких ліцензій і патентів тощо). Така конкретизація роботи електронного управління, що полягає вже не стільки в інформуванні, скільки в обслуговуванні, припускає створення спеціальних сайтів для підтримки цих сервісів не тільки для центральних, але і для міських і навіть районних органів влади.
Четвертий етап — створення об'єднаних порталів різних відомств і служб, через які можна здійснювати будь-які види транзакцій, для яких раніше було потрібно звертатися безпосередньо в державний орган. Через регіональні портали стає можливою реєстрація підприємств, оформлення фінансових документів, легалізація іноземних документів тощо. З'являються регіональні портали, що поєднують у собі як увесь спектр державних послуг, так і послуги недержавного сектора — підключаються системи електронної комерції, інтернет-банкінгу.
На п'ятому етапі відбувається створення електронної системи державного управління на основі єдиних стандартів, а також урядового порталу як єдиної точки доступу до всіх послуг — і для громадян, і для бізнесу. Більшість фахівців вважає, що найвищим ступенем розвитку електронної демократії є запровадження електронної системи волевиявлення (електронного голосування).

## Суперечності
| Недоліки                                                                                               | Переваги |
| --- | --- |
| - Вебнагляд - Вартість - Помилкове відчуття прозорості - Недоступність (детальніше Цифрова нерівність) | - Швидкість, ефективність і зручність - Спрощення процесів - Демократизація - Екологічність - Громадське схвалення |

## Навчання за спеціальністю «Електронне урядування»
В галузі вищої освіти за напрямком підготовки 1501 «Державне управління» існує спеціальність 8.15010011 «Електронне урядування».
Спеціальність «Електронне урядування» є міжгалузевою спеціальністю, що забезпечує високопрофесійну підготовку фахівців, які володіють комплексом сучасних теоретичних і практичних знань та навичок щодо використання і запровадження передових інформаційно-комунікаційних технологій та технологій електронного урядування в державне управління.

### Навчання та ознайомлення з принципами Електронного урядування в Україні
1. Національний університет «Києво-Могилянська академія». Проєкт «Центр Розвитку Інновацій НаУКМА»- cid.ukma.edu.ua
2. Відкритий Університет Майдану «ВУМ». Проєкт «Школа Свідомого Громадянина»

### Підготовку магістрів за цією спеціальністю здійснюють
1. Національна академія державного управління при Президентові України [Архівовано 17 січня 2022 у Wayback Machine.]. Кафедра інформаційної політики та електронного урядування [Архівовано 5 квітня 2015 у Wayback Machine.].
2. Херсонський національний технічний університет. Спеціальність «Електронне урядування [Архівовано 4 березня 2016 у Wayback Machine.]»